# Clathrospora diplospora
Clathrospora diplospora är en svampart som först beskrevs av Ellis & Everh., och fick sitt nu gällande namn av Lewis Edgar Wehmeyer 1954. Clathrospora diplospora ingår i släktet Clathrospora och familjen Pleosporaceae.   Inga underarter finns listade i Catalogue of Life.